# Chūōkōron Shinjin Shō
Der Chūōkōron Shinjin Shō (jap. 中央公論新人賞, dt. „Chūōkōron-Nachwuchspreis“) wurde vom Verlag Chūōkōron Shinsha seit 1956 an Nachwuchsschriftsteller vergeben. Als der Verlag 1965 den Tanizaki-Jun’ichirō-Preis einrichtete, wurde die Vergabe des Nachwuchspreises für 10 Jahre eingestellt und erst 1975 wiederbelebt.

## Preisträger (1956–1964)
- 1956 Fukazawa Shichirō für  (楢山節考)
- 1957 nicht vergeben
- 1958 Shōji Kaoru für Sōshitsu (喪失)
- 1959 Sakagami Hiroshi für Aru aki no dekigoto (ある秋の出来事)
- 1960 Umeda Yoshirō für Umi to shisha (海と死者)
- 1961 Irokawa Takehiro für Kuroi fu (黒い布)
- 1962 西条俱吉 für Kanada-kan 1941-nen (カナダ館1941年)
- 1963 Sōya Shinji für  (鼠浄土)
- 1964 nicht vergeben

## Preisträger nach der Wiederbelebung (1975–1994)
- 1975 Abiki Hiroshi für Shukusai no tame no tokukōgyō (祝祭のための特別興行)
- 1976 nicht vergeben
- 1977 Fuma Motohiko für  (宝塔湧出)
- 1978 nicht vergeben
- 1979 Akasegawa Genpei für Hadazawari (肌ざわり)
- 1980 nicht vergeben
- 1981 Takahashi Yōko für Ame ga suki (雨が好き) und 母田裕高 für Toketa kai (溶けた貝)
- 1982 Ikeda Shōichi[1] für Enkai (宴会)
- 1983 nicht vergeben
- 1984 Kondō Kōichi für Budda o kau (仏陀を買う)  und Hiroko Yoshi für Te (手)
- 1985 Susuki Kuniko für Tamago (卵)
- 1986 nicht vergeben
- 1987 Ikezawa Natsuki für Still Life (スティル・ライフ, Sutiru raibu) und 香山純 für Dora kyūra kidan (どらきゅら綺談)
- 1988 nicht vergeben
- 1989 Hiramatsu Seiji[2] für Adventure (アドベンチャー, Adobenchā)
- 1990 高岡水平 für Tsukisusumi hanasaki no mure (突き進む鼻先の群れ)
- 1991 Komi Sayuri für Warui byōki (悪い病気)
- 1992 Kageyama Yusaka für Ore-tachi no suishōkyū (俺たちの水晶宮)
- 1993 nicht vergeben
- 1994 Homae Nobuhide[3] für Seihitsuna sora (静謐な空)

## Auswahlkomitee
- 1956–1964 Itō Sei, Usui Yoshimi u. a.
- 1975–1994 Kōno Taeko, Maruya Seiichi, Yoshiyuki Junnosuke